# Villa romana delle Terme di Agrippa
La villa romana delle terme di Agrippa è una villa rustica con ambienti termali annessi sita nel territorio di Montebuono in provincia di Rieti. Durante la costruzione della chiesa di San Pietro ad Centomuros nel 1105 furono reimpiegati i materiali della struttura romana, infatti al suo interno è possibile osservare tutt'oggi i mosaici e gli affreschi che andavano a costituire l'arredamento della villa.

## Descrizione
La villa attingeva l'acqua per la zona termale nei pressi dell'attuale cava ove erano presenti grandi cisterne chiamate localmente “grottoni di san Donato”. Essa si dice appartenuta al grande generale di Augusto, Marco Agrippa grazie ai ritrovamenti di alcune epigrafi che riportano il nome dell'omonimo generale. Con i recenti lavori nella chiesa di San Pietro ad centomuros sono venuti alla luce reperti di grande interesse storico-archeologico tra cui mosaici, affreschi in stile pompeiano, mura in opus reticulatum e le fondamenta di una parte della villa. Ciò ha permesso di creare una mappa più dettagliata dell'antica struttura.
Nei suoi pressi, a poca distanza dalla chiesa suddetta e i ruderi emergenti all'esterno sono identificabili una cisterna di raccolta delle acque e un muro perimetrale speronato che fungeva da sostegno per gli ambienti della villa. Oggi questo muro, un tempo (fino all'800-primi del '900) rivestito in opus reticolatum, lo si può notare al di sotto dell'attuale piano stradale. Altri tratti di mura sui scorgono nei suoi pressi.
Da qui provengono alcuni reperti conservati e murati negli edifici del paese di Montebuono.